# 小行星4746
小行星4746（4746 Doi）是一颗绕太阳运转的小行星，为主小行星带小行星。该小行星于1989年10月9日发现。

## 轨道参数
小行星4746的轨道半长轴为3.2188036 UA，离心率为0.167。